# Saehan Gemini
Saehan Gemini – samochód osobowy klasy kompaktowej produkowany pod południowokoreańską marką Saehan w latach 1977 – 1982, jako Saehan Maepsy w latach 1982 – 1983 i pod marką Daewoo jako Daewoo Maepsy w latach 1983–1986.

## Historia i opis modelu

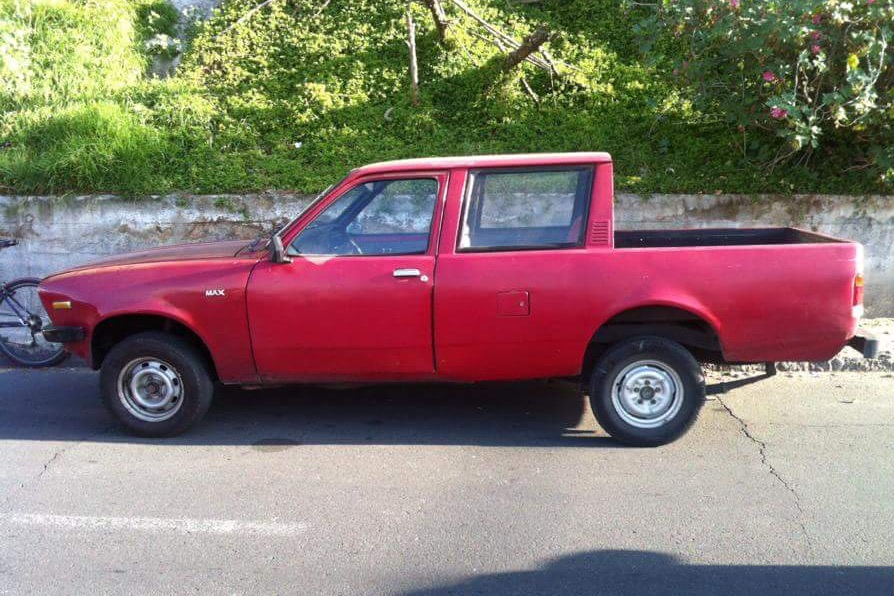
Saehan Max

Pod koniec 1977 roku Saehan zdecydował się zastąpić dotychczasowy model Camina importowany z australijskich zakładów Holdena nowym kompaktowym pojazdem, tym razem będącym lokalną odmianą pojazdów koncernu General Motors opartych na platformie T-body. Wizualnie samochód odróżniał się innym wygądem atrapy chłodnicy, przyjmując postać 4-drzwiowego sedana, a także 2-drzwiowego pickupa pod nazwą Saehan Max.

### Zmiany nazwy
W 1982 roku producent zdecydował się zmienić nazwę kompaktowego pojazdu na Saehan Maepsy. Niespełna rok później, po kupieniu przedsiębiorstwa Saehan Motors przez konglomerat Daewoo Group, pojazd przemianowano na Daewoo Maepsy i Daewoo Max, pozostając w produkcji przez kolejne 3 lata do 1986 roku. Następcą został model Racer.

### Dane techniczne
- R4 1,5 l (1492 cm³), 2 zawory na cylinder, SOHC
- układ zasilania: gaźnik
- średnica cylindra × skok tłoka: 82,50 × 69,80 mm
- stopień sprężania: 8,6:1
- moc maksymalna: 60 KM (44 kW) przy 5000 obr./min
- maksymalny moment obrotowy: 100 N·m przy 3000 obr./min
- prędkość maksymalna: 154 km/h